# ピメロイルCoAデヒドロゲナーゼ
ピメロイルCoAデヒドロゲナーゼ（pimeloyl-CoA dehydrogenase）は、次の化学反応を触媒する酸化還元酵素である。
ピメロイルCoA + NAD+ {\displaystyle \rightleftharpoons } 6-カルボキシヘキサ-2-エノイルCoA + NADH + H+
反応式の通り、この酵素の基質はピメロイルCoAとNAD+、生成物は6-カルボキシヘキサ-2-エノイルCoAとNADHとH+である。
組織名はpimeloyl-CoA:NAD+ oxidoreductaseである。